# Stożkówka owłosiona

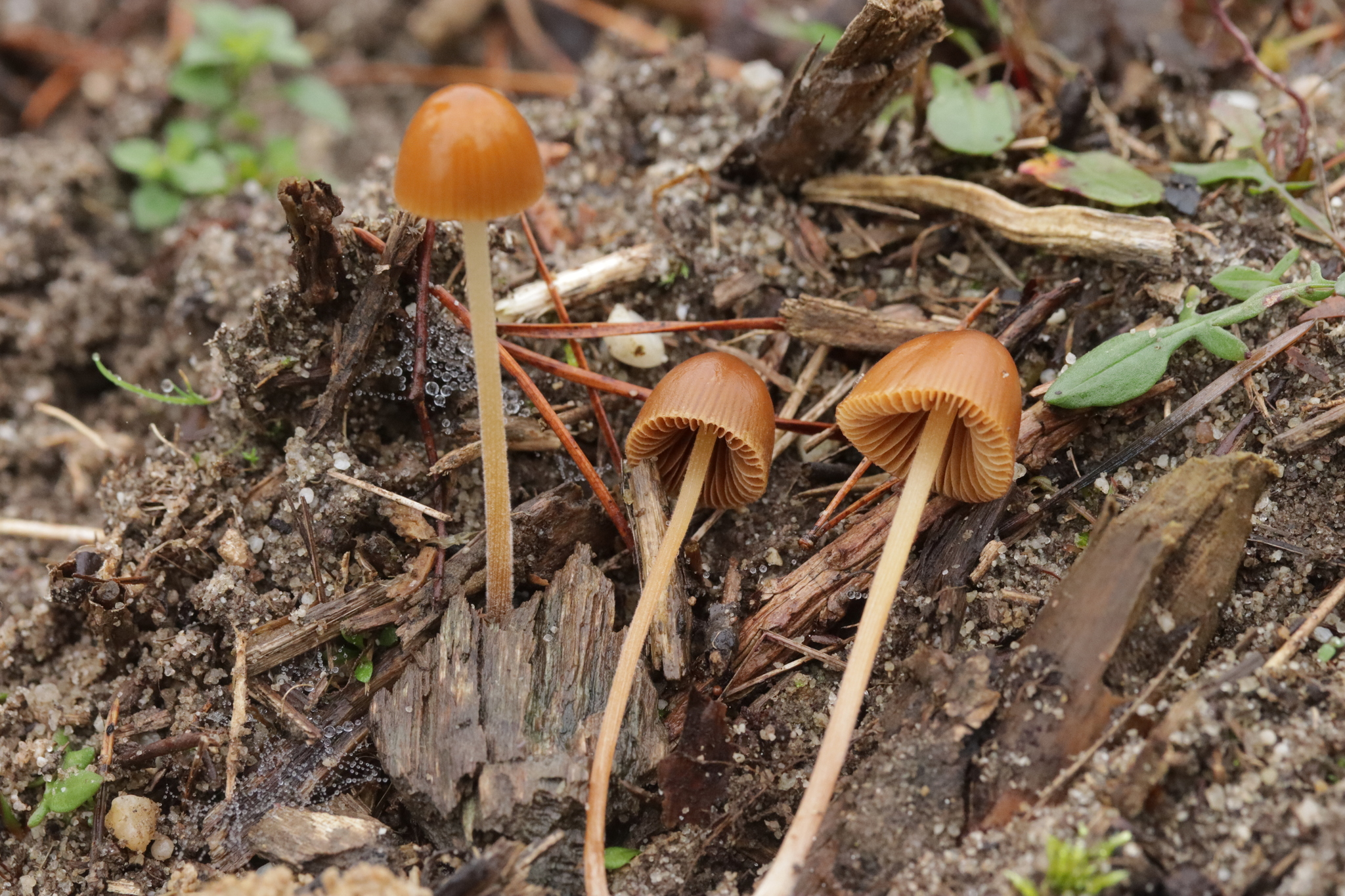

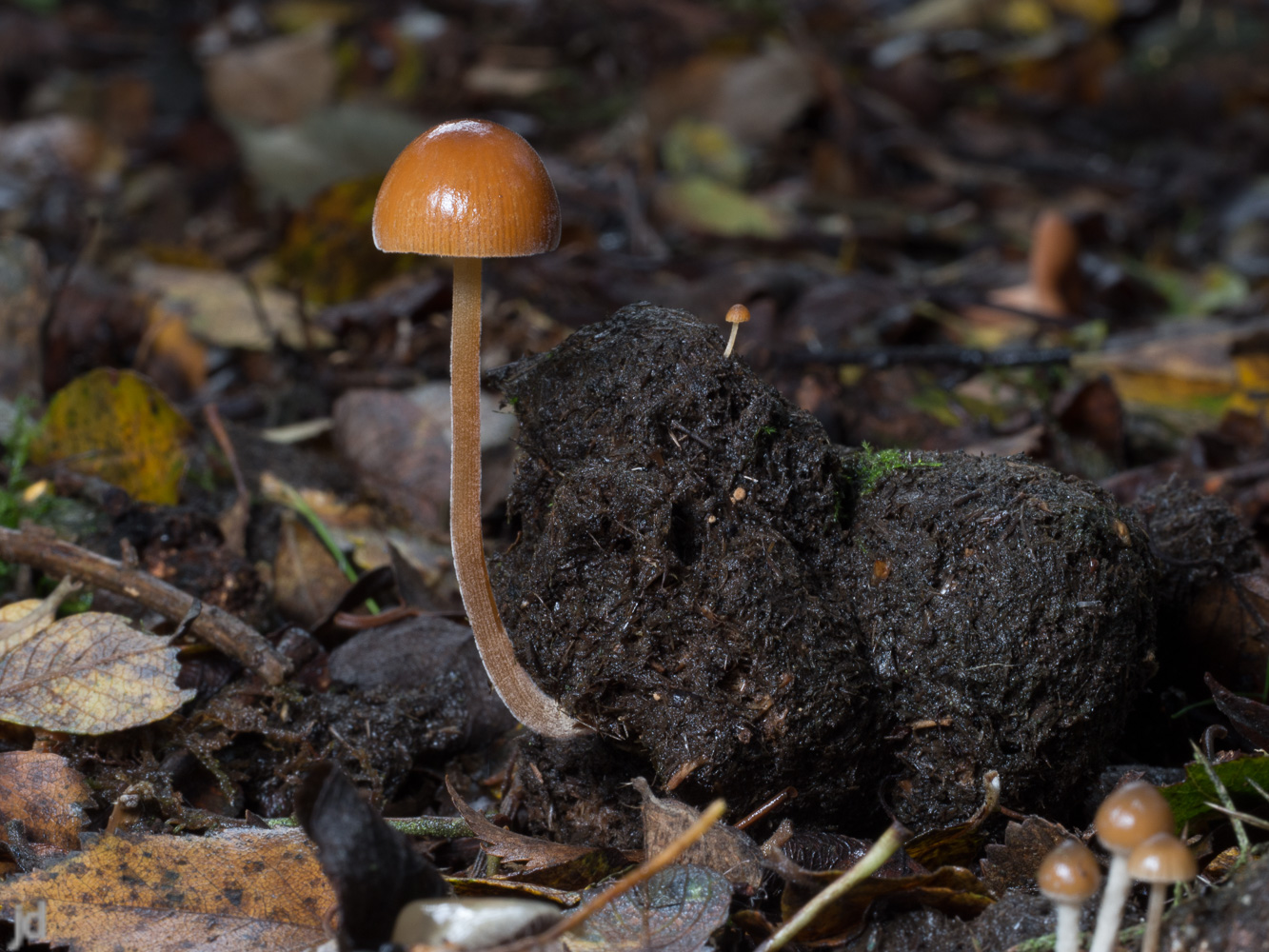

Stożkówka owłosiona (Conocybe pubescens (Gillet) Kühner) – gatunek grzybów z rodziny gnojankowatych (Bolbitiaceae).

## Systematyka i nazewnictwo
Pozycja w klasyfikacji według Index Fungorum: Conocybe, Bolbitiaceae, Agaricales, Agaricomycetidae, Agaricomycetes, Agaricomycotina, Basidiomycota, Fungi.
Po raz pierwszy opisał go w 1876 r. Claude-Casimir Gillet nadając mu nazwę Galera pubescens. Obecną, uznaną przez Index Fungorum nazwę nadał mu Robert Kühner w 1935 r.
Synonimy:
- Conocybe cryptocystis (G.F. Atk.) Singer 1954
- Conocybe pubescens var. gilletii Raithelh. 1991
- Galera cryptocystis G.F. Atk. 1918
- Galera pubescens Gillet 1876
- Galera tenera var. pubescens (Gillet) Bres. 1900[2].

Nazwę polską zaproponował Władysław Wojewoda w 2003 r.

## Morfologia
Kapelusz
Średnica 0,7–2,5 cm, początkowo stożkowaty, z wiekiem dzwonkowaty, z prążkowanym brzegiem Za młodu powierzchnia jest drobno puszysta, potem staje się gładka, nie tłusta, rdzawobrązowa do pomarańczowobrązowej. Jest higrofaniczny, przy suchej pogodzie staje się jasnobrązowy do żółtobrązowego.
Blaszki
Gęste, początkowo bardzo blado ochrowe, w miarę dojrzewania zarodników stają się cynamonowe lub rdzawe.
Trzon
Smukły, o średnicy 1–2,5 mm i wysokości 3–9 cm, kremowobiały do miodowożółtego. Podstawa trzonu często jest brązowa i lekko rozszerzona.
Cechy mikroskopowe
Zarodniki elipsoidalne, gładkie, 12,5–19,5 × 7–11,5 μm, grubościenne, z szerokimi porami rostkowymi.
Gatunki podobne
W licznej grupie stożkówek stożkówka zamszowata wyróżnia się puszystymi włoskami na trzonie i młodym kapeluszu. Aby zobaczyć te cechy w miarę wyraźnie, należy użyć lupy.

## Występowanie i siedlisko
Podano stanowiska stożkówki owłosionej W Ameryce Północnej i Południowej, w Europie, Azji, Australii i na Nowej Zelandii. Najwięcej stanowisk podano w Europie. Występuje tu na całym niemal obszarze, od Portugalii po północne krańce Półwyspu Skandynawskiego i Islandię, brak jej tylko na Bałkanach. W Polsce W. Wojewoda w 2003 r. przytoczył 10 stanowisk z uwagą, że rozprzestrzenienie nie jest znane. Kilka aktualnych stanowisk podaje internetowy atlas grzybów. Znajduje się w nim na liście gatunków zagrożonych i wartych objęcia ochroną.
Naziemny grzyb saprotroficzny i koprofilny. Rośnie w lasach iglastych pod świerkami i sosnami, w lasach liściastych, na łąkach, przy drogach, wśród opadłych liści, na łajnie i na ziemi bogatej w składniki organiczne.

## Znaczenie
Nie wiadomo, czy jest to grzyb trujący, czy jadalny. Niektóre gatunki stożkówek są uważane za trujące, a trudno je odróżnić od innych stożkówek. Z tego powodu, a także ze względu na mały rozmiar i cienki miąższ, stożkówki są uważane za grzyby niejadalne. Nawet gdyby stożkówka owłosiona była dobrym gatunkiem jadalnym, nie jest warta zbierania w celu spożywczym, także z tego powodu, że często rośnie na odchodach.